# Аваліані Симон Лукич
Симон Лукич Аваліані (* 1881 — † 1922) — грузинський історик і дипломат. Вивчав історію Московського царства та Закавказзя.

## Життєпис
Народився 27 березня 1881 року в Кутаїсі. У 1900 році завершив навчання у Кутаїській гімназії. Протягом 1900–1904 років навчався на історичному відділенні історико-філологічного факультету Імператорського Новоросійського університету.
Навчання завершив з золотою медаллю за твір присвячений Земським соборам Московської держави. Вихованець ординарного професора Імператорського Новоросійського університету Івана Линниченка.
Під його керівництвом написав низку рефератів, медальний твір, магістерську дисертацію. Водночас відчув вплив дослідника історії суспільно-політичних рухів та селянства В. Семевського. У 1909 та у 1916 роках намагався стати приват-доцентом Імператорського Новоросійського університету. Однак перший раз його кандидатура не була сприйнята владою, другий — професором Імператорського Новоросійського університету Є. Трифільєвим через його конфлікт з професором Іваном Линниченко. Викладав у низці одеських чоловічих гімназій. Автор-упорядник одної з перших у Російській імперії хрестоматій з нової історії для середніх шкіл. Протягом 1910-х років був одним з найплідніших одеських публіцистів (співпрацював з газетами «Одесские новости» та «Одесский листок», «Новая жизнь», «Русские ведомости» тощо), відстоюючи ліберальні погляди.
Прихильно ставився до національних рухів грузинського та українського народів. Писав численні статті та рецензії у «Журнале Министерства народного просвещения», «Исторический вестник», «Богословский вестник». Був одним з найактивніших членів Одеського бібліографічного товариства при Імператорському Новоросійському університеті, брав участь у загальноросійських археологічних з'їздах; діяльності історико-філологічного товариства при Імператорському Новоросійському університеті, Імператорського Одеського товариства історії і старожитностей; читав численні доповіді в одеських просвітницьких товариствах. Один з організаторів та натхненників кооперативного руху на Півдні України. Був одним з редакторів першого одеського кооперативного видання журналу «Южный кооператор», автором одного з перших популярних курсів з кооперації. Протягом 1916–1918 років був приват-доцентом Петроградського університету. Там захистив свою магістерську дисертацію. До 1919 року критикував політику більшовиків, але у 1919–1922 роках, працюючи професором Тбіліського державного університету та Політехнічного інституту (у 1921—1922 роках був його ректором), значно пом'якшив свою позицію. Читав низку курсів присвячених економічній історії країн Європи. Один з організаторів економіки Грузії на початку 1920-х.
На початку березня 1919 року працював економічним радником при Генконсульстві Грузії в Одесі.

## Науковий доробок
Творча спадщина нараховує близько 200 робіт, написаних російською та грузинською мовами (зокрема перший грузиномовний підручник з всесвітньої історії). Більшість з цих робіт є історичними монографіями, статтями, рецензіями, хрестоматіями, бібліографічними покажчиками. Історіографічні інтереси були різноманітніми як тематично, географічно, так і хронологічно: історична бібліографія, історіографія, політична та церковна історія Московської держави XV–XVII ст., Півдня України та Кавказу першої половини ХІХ ст. тощо. Найбільш новаторськими стали дослідження, що були написані Аваліані на перетині історії соціально-економічних відносин та історії права, зокрема селянського питання на Півдні України та Кавказі.
Його магістерська дисертація «Крестьянский вопрос в Закавказье» отримала схвальну оцінку з боку Російської академії наук та Московського університету. Останній нагородив С. Аваліані премією ім. Ю. Самарина. Свою роботу автор доповнив фундаментальним бібліографічним покажчиком з історії селян Закавказзя. Прагнув використовувати «сирий» архівний матеріал, за допомогою якого розкривав малодосліджені питання історії, ставив нові дослідницькі завдання. Зокрема піонерська робота про політику М. Воронцова щодо селян на Півдні України ґрунтувалась на маловідомих документах з архіву управління Новоросійського та Бессарабського генерал-губернатора. Деякі роботи друкувались на основі дослідження архіву покійного професора О. Назімова, що зберігались у професора І. Линниченка. Зокрема на цьому матеріалі була написана робота про селянські повстання у Російській імперії за правління Олександра І. Вперше в історіографії висвітлив особливості аграрної політики Російської імперії на Кавказі, розбіжності в інтересах різних груп місцевого дворянства, вплив звичаєвого права на проведення селянської реформи на Кавказі у 1860-х роках, специфіку аграрних відносин в історико-географічних регіонах Грузії, специфіку різних груп кавказького селянства. Поставив такі оригінальні питання як специфіка грузинського феодалізму, вплив Візантії на Грузію тощо.

## Наукові публікації
- Земские соборы в эпоху междуцарствия. Литературная история земских соборов. — Одесса, 1910;
- Волнения крестьян в царствование императора Александра I. — Сергиев-Посад, 1912.;
- Заметки к истории войны 1812 года. — СПб, 1914;
- Граф М. Воронцов и крестьянский вопрос // ЗООИД. — Т. XXXII. — 1915;
- Крестьянский вопрос в Закавказье. — Т. 1-4. — 1912, 1913—1914, 1920.
- Национальный вопрос в России и его решение в программах политических партий. — Петроград, 1917